# I Want You (She’s So Heavy)
Az I Want You (She's So Heavy) a The Beatles együttes 1969-es dala az Abbey Road albumról. A dal szerzője John Lennon, és Lennon–McCartney szerzeményként jelölték. Habár az album dalai közül ezt rögzítették legelőször, mégis az utolsó szám lett, amit befejeztek (1969. augusztus 20-án keverték a stúdióban).
A művet John Lennon 7 hónapon át készítette elő, a Let It Be album ülései alatt keletkezett. A próbák alatt, hogy elüssék az időt régi, klasszikus dalokat játszottak el. Január 6-án Lennon többek között Mel Torme 1962-es Comin Home Baby slágerét. Azonban emellett a dal mellett még a Fleetwood Mac-től a Black Magic Woman című szám is. Ezekből a dalokból indult ki, hogy egy Yoko Onónak címzett szerelmi vallomást fogalmazzon meg (akkori munkacíme még I Want You volt). 
A dalt az együttes már 1969. január 28. és 31. között elkezdték rögzíteni, de ezt végül félbehagyták. Aztán egy hónap múlva, 1969. február 22-én a Trident stúdióban kezdték el rögzíteni, az Abbey Road ülések elején. Ekkor a dalhoz 35 felvétel készült, melyek közül több befejezetlen maradt.
A dalt az együttes nyolc szalagra rögzítette: Lennon gitárszólója az elsőn, Ringo Starr dobszólói a második és harmadik, George Harrison gitárszólója a negyedik, Paul McCartney basszusszólamai az ötödik, míg Lennon éneke a hetedik szalagon volt. A következő nap a dal szerkezetét összeállították: a dal eleje a kilencedik, középső része a 20., míg a többi része a 32. felvételből volt.
Április 18-án került rögzítésre Lennon és Harrison dupla gitárszólója, hogy kemény hangzást érjenek el. Két nappal később rögzítették Billy Preston Hammond-orgona játékát, valamint Ringo Starr konga ütemeit. Majd augusztus 8-án Lennon Moog-szintetizátor része, illetve Ringo további dobszólói kerültek rögzítésre. Végül augusztus 11-én (amikor már a dal elnyerte végleges címét) Lennon, Harrison és McCartney felénekelte a háttérvokált. 
A dal végső keverése augusztus 20-án került sor, amikor az április 18-ai 4 és fél perces kezdőszakaszt, és az augusztus 8-ai befejező szakaszt egyesítették. Ez volt az utolsó olyan alkalom, hogy az együttes minden tagja ott volt egy dal végső keverésénél.

## Közreműködött
Ian MacDonald szerint:

### The Beatles
- John Lennon – ének, vokálok, szólógitárok, orgona, Moog-szintetizátor
- Paul McCartney – vokálok, basszusgitár,
- George Harrison  – vokálok, szólógitárok
- Ringo Starr – dob, konga

### Más közreműködő
- Billy Preston – Hammond-orgona